# Super Mario Bros. Wonder
Super Mario Bros. Wonder är ett plattformsspel från 2023 utvecklat och utgivet av Nintendo för Nintendo Switch. Spelet är det första traditionella 2D-Mariospelet sedan New Super Mario Bros. U från 2012. Till skillnad från många andra 2D-mariospel utspelar sig Wonder i ett nytt rike vid namn "Flower Kingdom". För första gången i Mario-serien sen 1996 så spelades Mario och Luigi inte av Charles Martinet utan istället av den nya huvudskådespelaren Kevin Afghani. 
Spelet blev det snabbast sålda Super Mario -spelet någonsin, och sålde 4,3 miljoner exemplar under de första två veckorna och nådde 11,96 miljoner exemplar den 31 december 2023. 